# Anotopterus nikparini
Anotopterus nikparini är en fiskart som beskrevs av Kukuev, 1998. Anotopterus nikparini ingår i släktet Anotopterus och familjen Anotopteridae. Inga underarter finns listade i Catalogue of Life.